# Douglas Hardcastle
Douglas Scott Hardcastle (1886–9 tháng 5 năm 1915) là một cầu thủ bóng đá người Anh thi đấu ở vị trí inside left thi đấu ở Football League cho Derby County.

## Đời sống cá nhân
Hardcastle làm công việc sản xuất mô hình bếp lò. Ông phục vụ ở vị trí lance corporal thuộc Sherwood Foresters trong Thế chiến thứ nhất và mất tại Mặt trận phía Tây vào ngày 9 tháng 5 năm 1915. Ông được tưởng niệm tại Đài tưởng niệm Ploegsteert.

## Thống kê sự nghiệp
| Câu lạc bộ     | Mùa giải       | Giải vô địch   | Giải vô địch | Giải vô địch | Cúp FA | Cúp FA | Tổng | Tổng |
| Câu lạc bộ     | Mùa giải       | Hạng đấu       | Trận         | Bàn          | Trận   | Bàn    | Trận | Bàn  |
| -------------- | -------------- | -------------- | ------------ | ------------ | ------ | ------ | ---- | ---- |
| Derby County   | 1905–06        | First Division | 5            | 1            | 1      | 0      | 6    | 1    |
| Tổng sự nghiệp | Tổng sự nghiệp | Tổng sự nghiệp | 5            | 1            | 1      | 0      | 6    | 1    |